# 左安门之战
左安门之战是后金于1629年己巳之变爆发之后，皇太极率领八旗军与袁崇焕辽军之间的一场战役，因发生于左安门而得名。
这场战斗，是明清双方军队位于北京城外的一次战斗，为袁崇焕辽军与八旗军的一次接触。

## 战役过程
十一月下旬，皇太极驻扎于北京城外。当时袁崇焕、祖大寿营于城东南隅，竖立栅木安营扎寨。皇太极得知情报，于是下令八旗军列阵，逼之而营，寻找机会攻击袁崇焕辽军。
十一月二十七日，皇太极派遣先锋队伍，试探左安门阵地。 袁崇焕的辽军炮击退之。辽将于永绶，郑一麟营，炮药失火，兵立火中不敢退。袁崇焕当即给赏，每人二十两白银。
根据八旗军记载，有正黄旗军官，台弼善，当场阵亡。因为正黄旗是皇太极亲兵部队，左安门之战是明确记载皇太极参与，所以这名军官的阵亡战斗是指左安门之战。
双方短暂接触后，鉴于袁崇焕驻军固守，而且营垒太坚固了，不容易打。同时皇太极希望避免伤亡，保存实力，所以放弃了强攻。
袁崇焕千里勤王，于北京城下十一月二十日二十七日，打赢广渠门之战，左安门之战，两战皆捷。

## 结果
此战前后的后金军驻扎南海子，此地又名南苑，为皇家贵族勋戚的园林庄园。后金军在此收集到丰富马匹物资，于是皇太极给各队伍分配马匹物资， 并确保每一个人都能骑马。
袁崇焕请乡民为向导，派五百名炮手队伍，抵达南海子后金军之外一里，放炮骚扰。 同时袁崇焕继续集结队伍，联络更多辽军步兵汇合，积蓄力量。
明朝皇帝特召崇焕慰劳有加，赐玉带彩币六束，镇总兵祖大寿玉带彩币四余。大将各绯蟒一袭，户部给各军刍粟。但是也有的大臣感到不安，他们迫切希望进行一次决战来彻底击退敌人，因此谴责袁崇焕。然而，参与谴责的大臣对于军事战略和作战计划并不了解，因此认为袁崇焕胆怯无能。甚至谣言四起，指责袁崇焕与敌军勾结。
北京城外的勋戚大臣等人对袁崇焕极度不满，例如南海子庄园被八旗军占据了，于是纷纷向朝廷告状，曰：袁崇焕名为入援，却听任后金军劫掠焚烧民舍，不敢前去阻拦，城外的外戚勋臣的庄园土地，被后金军蹂躏殆尽。
皇太极对袁崇焕不能战胜，便施用“反间计”，陷害袁崇焕，散播传言袁崇焕勾结八旗军。
崇祯皇帝在多方因素影响下，命令锦衣卫逮捕袁崇焕督师。辽军见督师被逮捕，全体哗变。
当时袁崇焕在都城集结辽军大约士兵二万人，战马一万一千，尽数同祖大寿离开都城，奔回山海关。同时有一批辽军步兵，自山海关出发到通州城外，本要汇合袁崇焕，得知情况后遂跟祖大寿一起跑回山海关。